# Matteo Vitaioli
Matteo Giampaolo Vitaioli (Fiorentino, 27 de outubro de 1989) é um futebolista samarinês que atua como atacante. Atualmente defende o La Fiorita e a seleção nacional. 

## Carreira em clubes
Após jogar por Montevito (atual FC Fiorentino), Tre Fiori e San Marino Calcio na base, Vitaioli estreou profissionalmente na véspera de completar 16 anos, quando sua equipe jogou contra o Rieti, pela Coppa Italia Serie C. Ainda vinculado ao San Marino, foi emprestado para Empoli (não chegou a jogar), Cagliese, Real Montecchio e Castellarano.
Voltou ao Fiorentino em 2012, disputando apenas uma partida antes de voltar à Itália no mesmo ano para defender o Sammaurese, que disputava a Eccellenza da Emília-Romanha na época. Em duas temporadas, Vitaioli jogou 49 partidas e marcou 18 gols.
O clube em que atuou por mais tempo foi o Tropical Coriano, onde permaneceu durante 7 temporadas em sua primeira passagem: foram 175 partidas e 102 gols marcados. Em 2021, voltaria a San Marino para uma curta passagem pelo Pennarossa, que durou apenas 3 jogos antes de regressar ao Tropical Coriano pouco depois, desta vez disputando 17 jogos e marcando 3 gols.
Em 2022, assinou com o La Fiorita, vencendo a Copa Titano de 2023–24.

## Carreira na seleção
Tendo estreado pela Seleção de San Marino na derrota por 2 a 1 para o País de Gales, em outubro de 2007, Vitaioli é o recordista de jogos por La Serenissima, onde também atuou pela seleção Sub-21: foram 97 jogos disputados, sendo 91 derrotas, 5 empates (contra Estônia, Gibraltar, Seicheles, Santa Lúcia e São Cristóvão e Neves) e uma vitória, contra Liechtenstein, em setembro de 2024, que foi também a primeira em jogos oficiais e a segunda na história da equipe, a primeira desde 2004.
Seu único gol pela seleção foi na derrota por 2 a 1 para a Lituânia, em setembro de 2015, pelas eliminatórias da Eurocopa de 2016. Este foi o primeiro gol marcado por San Marino como visitante após 14 anos, quando empatou por 1 a 1 com a Letônia.

## Vida pessoal
Seu irmão mais velho, Fabio Vitaioli, também é jogador de futebol e atuou com ele por San Marino, Sammaurese e Tropical Coriano, além da seleção de San Marino (55 jogos entre 2007 e 2019). Fora dos gramados, Matteo Vitaioli trabalha como designer gráfico.

## Títulos
La Fiorita
- Copa Titano: 2023–24